# Estação Cerrillos
A Cerrillos é uma das estação terminal da Linha 6 pertencente à rede de Metro de Santiago,  situada em Santiago, no Chile. Será localizado no cruzamento das avenidas Pedro Aguirre Cerda-Camino a Melipilla com Departamental-Avenida Suiza. Foi inaugurada em 2 de novembro de 2017.